# Тюряєв Вадим

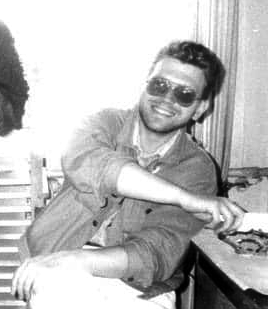
Фото Вадима Тюряєва

Тюряєв Вадим (Сергійович ?) (1963, Київ, СРСР — 2009, Київська область, Україна) — український режисер-аніматор.
Народився у 1963 році. Працював художником на Студії кіноактора, художником-мультиплікатором та режисером-мультиплікатором на студіях «Київнаукфільм» та «Укранімафільм».
Створив стрічки: «Смерть чиновника» (1988; художник-постановник, художник-мультиплікатор), «Страсті-мордасті» (збірник мініатюр): 2 ч. «Гість» (1990; сценарист, художник-постановник, аніматор, режисер (у співавт. з О. Бубновим), «Таємний притулок кохання» (друга назва «LSD») (1994, авт. сцен., аніматор, режисер).